# Euphoria exima
Euphoria exima är en skalbaggsart som beskrevs av Bates 1889. Euphoria exima ingår i släktet Euphoria och familjen Cetoniidae. Inga underarter finns listade i Catalogue of Life.